# Государственный строй Республики Южная Осетия
Республика Южная Осетия — частично признанное государство на Южном Кавказе, граничащее с Российской Федерацией и Грузией.
Согласно юрисдикции властей, фактически контролирующих территорию региона, — Республика Южная Осетия. Согласно юрисдикции Грузии является частью этой страны и входит в состав края Шида-Картли (в переводе с грузинского — Внутренняя Грузия), после 1988 года в Грузии также стали употребляться наименования «Самачабло», и «Цхинвальский регион».
Республика Южная Осетия согласно своей конституции является суверенным, демократическим, правовым государством, созданным в результате самоопределения народа Южной Осетии. Народ является носителем суверенитета и единственным источником власти.
Законодательная власть в Республике Южная Осетия представлена Парламентом, состоящим из 33 депутатов, избираемых на 5 лет с помощью равного, всеобщего и прямого избирательного права, посредством тайного голосования, осуществляемого по многомандатно-территориальной избирательной системе.
Исполнительная власть в Южной Осетии возглавляется президентом, который также является главой государства и гарантом Конституции Республики Южная Осетия, прав и свобод человека и гражданина. Президент избирается на 5 лет и может занимать этот пост не более двух раз подряд. Высшим коллегиальным органом исполнительной власти является Правительство Республики Южная Осетия.
В мае 1992 года был создан Комитет государственной безопасности Южной Осетии. КГБ Южной Осетии является составной частью сил обеспечения безопасности Южной Осетии и в пределах предоставленных ему полномочий обеспечивает:
- борьбу с преступностью и терроризмом;
- борьбу с иностранными разведками.

Численность КГБ — 500 человек. В составе КГБ есть антитеррористическое спецподразделение (СпН) и пограничная служба.
Надзор за исполнением законов, указов Президента Республики Южная Осетия и иных нормативных правовых актов осуществляет прокуратура Республики Южная Осетия, возглавляемая Генеральным прокурором.
Судебная власть представлена системой судов во главе с Верховным судом. Конституцией предусмотрен Конституционный суд.
Местное самоуправление представлено городскими и районными Советами депутатов.